# Яполоть
Я́полоть — село в Україні, в Рівненському районі Рівненської області. Входить до складу території Костопільської міської територіальної громади. Населення становить 823 осіб. Орган місцевого самоврядування — Костопільська міська рада. В селі Яполоть розташоване робоче місце старости відповідного старостинського округу.

## Географія
Село розташоване на лівому березі річки Горинь.

## Населення

### Мова
Розподіл населення за рідною мовою за даними перепису 2001 року:
| Мова       | Кількість | Відсоток |
| ---------- | --------- | -------- |
| українська | 819       | 99.51%   |
| російська  | 3         | 0.37%    |
| білоруська | 1         | 0.12%    |
| Усього     | 823       | 100%     |

## Історія
Згадки про село датуються 1577 р. Вважається, що назва поселення є видозміною від слова «заболоть», що вказує на його розташування «за болотами».
У 1906 році село Стидинської волості Рівненського повіту Волинської губернії. Відстань від повітового міста 50 верст, від волості 10. Дворів 92, мешканців 617.
26 січня 1944 загін УПА розбив 206-ий батальйон внутрішніх військ НКВД. Вбито близько 100 енкаведистів, скільки ж поранено. В ході військової операції повстанцями було здобуто 4 кулемети, багато крісів та автоматів. З боку УПА було 6 убитих i 8 поранених.
28 квітня 1944 р. сотня УПА «Гамалії» (командир Анатолій Монь) з куреня «ім. Хмельницького» (командир Ждан Ярослав «Острий») ВО-1 «Заграва» оточила і розбила коло села відділ НКВД, з 200 тільки 20 ворогів утекло. Власні втрати: 4 вбиті, 12 поранено.

## Символіка
Символи затверджено рішенням сесії сільської ради за № 86 від 6 серпня 2004 р. Автори проєктів — Ю. Терлецький і М. Омельчук.
Герб: у золотому полі три червоні стріли, покладені навхрест вістрями вгору, над зеленим курганом на синій основі.
Прапор: квадратне полотнище, що складається з трьох рівновеликих вертикальних смуг — синьої, жовтої та синьої, посередині жовтої — три червоні стріли, покладені навхрест вістрями вгору.
Курган і стріли розповідають про історичне минуле краю, золоте поле означає сільське господарство, синій — річку Горинь, зелений — багаті ліси.

## Відомі люди
В поселенні народився:
- Мельнійчук Михайло Михайлович (* 1962) — український географ.

Улітку 1970 року, будучи студентом, у селі впродовж двох тижнів проводив вивчення місцевого діалекту і фольклору краєзнавець В.Ящук.